# Sågtjärnen (Äppelbo socken, Dalarna)
Sågtjärnen är en sjö i Vansbro kommun i Dalarna och ingår i Göta älvs huvudavrinningsområde.